# 康臣葯業
康臣葯業集團有限公司，簡稱康臣葯業集團，以及康臣葯業（英語：Consun Pharmaceutical Group Limited，港交所：1681），在1997年，當時由國有的中國人民解放軍第一軍醫大學，於廣州（本公司總部）成立「康臣製藥廠」，其後在1998年12月，被楊惠波（本公司非執行董事）和安郁賢（本公司董事長及首席執行官）共同持有「香港嘉纳博斯投资有限公司」收購後，更名為「广州康臣药业有限公司」，也就是由中外合資，變成為外商獨資。
業務在國內經營中成药及医用成像对比剂研究、制造及销售。
股份在2013年12月19日於港交所主板上市。全球集資額為11億港元。發行新股為2.5億股，招股價為3.63至4.36港元之間，當中景林資產管理若干旗下3家基金，便已投資2.26億港元。
2015年，康臣葯業通过7轮收购玉林制药（主要产品有正骨水、湿毒清胶囊、鸡骨草胶囊等）约70.74%股权。
2022年7月27日，万邦德宣布，拟斥资21.82亿元高溢价收购康臣药业29.5%股份，成为其第一大股东。

## 連結
- chinaconsun.com （页面存档备份，存于）